# Mária Pekli
Mária Pekli, po mężu Kelly (ur. 12 czerwca 1972 w Baji) – judoczka. W barwach Australii brązowa medalistka olimpijska z Sydney.
Brała udział w pięciu igrzyskach olimpijskich (IO 92, IO 96, IO 00, IO 04, IO 08). Podczas dwóch pierwszych startów reprezentowała kraj urodzenia, dla Węgier zdobyła srebro mistrzostw Europy w 1996. W 2000 medal zdobyła w wadze lekkiej, do 57 kilogramów. Dla Australii zwyciężyła w Igrzyskach Wspólnoty Brytyjskiej w 2002, zdobywała również tytuły mistrzyni Oceanii. Piąta na mistrzostwach świata w 1993 i 2003.
Startowała w Pucharze Świata w latach 1991–1996, 2000–2002, 2007 i 2008.
Jej mąż Daniel Kelly także był judoką i olimpijczykiem.